# 松方満佐子
松方 満佐子（まつかた まさこ、1845年4月18日〈弘化2年3月12日〉 - 1920年〈大正9年〉9月13日）は、日本の4代・6代内閣総理大臣である松方正義の妻（内閣総理大臣夫人）。鹿児島県鹿児島市出身。

## 経歴
薩摩藩士である川上助八郎の長女として荒田村（現・鹿児島市）に生まれる。1860年（万延元年）に松方正義と結婚。4男1女の子を産み、妾の子供たちも一緒に養育した。
1877年（明治10年）に上京し、自邸とした三田邸（現・三田二丁目）は、政府から払い下げられた伊予松山藩久松松平家中屋敷跡の7000坪の土地で、敷地内には沢庵禅師作庭の庭もあった。1887年の明治天皇行幸時には新館「恵露館」を建設して迎え、天皇より子供の数を尋ねられた正義は子沢山のため即答できなかったという。
1920年（大正9年）9月13日、死去。享年73歳。